# Ministerstvo kultury Slovenské republiky

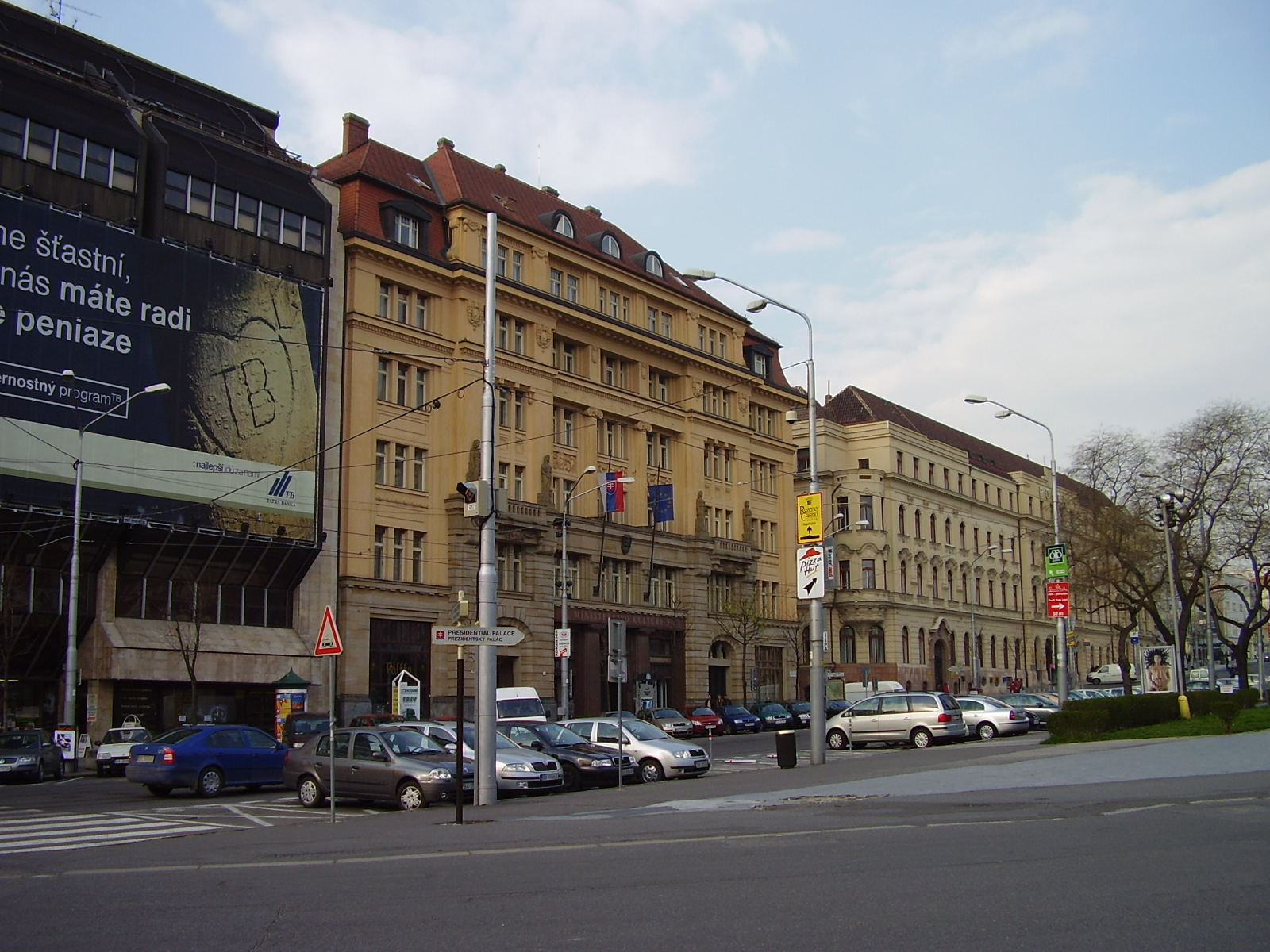
Bankovní palác (uprostřed), sídlo ministerstva

Ministerstvo kultury Slovenské republiky (slovensky Ministerstvo kultúry Slovenskej republiky), mezi 1. červencem 2010 a 31. říjnem 2010 Ministerstvo kultury a cestovního ruchu Slovenské republiky (slovensky Ministerstvo kultúry a cestovného ruchu Slovenskej republiky) je ústřední orgán státní správy Slovenska pro oblast kultury. Ministryní kultury je od 25. října 2023 Martina Šimkovičová.

## Působnost ministerstva
- Státní jazyk
- Ochrana památkového fondu, kulturní dědictví a knihovnictví
- Umění
- Autorské právo a práva související s právem autorským
- Osvětová činnost a lidová umělecká výroba
- Podpora kultury národnostních menšin
- Podpora kultury Slováků žijících v zahraničí
- Prezentace slovenské kultury v zahraničí
- Vztahy s církvemi a náboženskými společnostmi
- Média a audiovizuální média

## Ministr kultury
Ministerstvo kultury řídí a za jeho činnost odpovídá ministr kultury, kterého jmenuje prezident Slovenska na návrh předsedy vlády.
Ministryní kultury je od 25. října 2023 Martina Šimkovičová, nestranička za SNS.

## Státní tajemník ministerstva kultury
Ministra kultury v době jeho nepřítomnosti zastupuje v rozsahu jeho práv a povinností státní tajemník. Ministr ho může pověřit i v jiných případech, aby ho zastupoval v rozsahu jeho práv a povinností. Státní tajemník má při zastupování ministra na jednání vlády poradní hlas. Státního tajemníka jmenuje a odvolává vláda na návrh ministra kultury.

## Historie
Od 1. července 2010 podle zákona č. 37/2010 Sb., kterým se mění zákon č. 575/2001 Sb. o organizaci činnosti vlády a organizaci ústřední státní správy, přešly kompetence v oblasti cestovního ruchu z Ministerstva hospodářství SR na nový ústřední orgán státní správy pro oblast cestovního ruchu a to Ministerstvo kultury a cestovního ruchu SR. Ministerstvo se od 1. listopadu téhož roku vrátilo zpět ke svému původnímu názvu.